# Luisa Porritt
Luisa Porritt (ur. 23 maja 1987 w Londynie) – brytyjska polityk i działaczka samorządowa, posłanka do Parlamentu Europejskiego IX kadencji.

## Życiorys
W 2008 ukończyła historię na uczelni Royal Holloway, University of London. Później kształciła się w Instytucie Nauk Politycznych w Paryżu. Pracowała jako dziennikarka, następnie w agencji komunikacji finansowej. Wykładała także historię ekonomii.
Działaczka Liberalnych Demokratów. W 2018 została wybrana na radną London Borough of Camden. W wyborach w 2019 uzyskała mandat posłanki do Parlamentu Europejskiego IX kadencji.